# Sin senos no hay paraíso
Sin senos no hay paraíso es una telenovela de drama criminal estadounidense producida por Telemundo Studios y RTI Televisión para Telemundo, entre 2008 y 2009. La telenovela es una adaptación de la serie de televisión colombiana Sin tetas no hay paraíso de Caracol Televisión, cadena que a su vez emitió esta versión y es una adaptación de la novela homónima escrita por Gustavo Bolívar. Se estrenó a través de Telemundo el 16 de junio de 2008 en sustitución de Pecados ajenos, y finalizó el 22 de junio de 2009 siendo reemplazado por Los Victorinos.
Está protagonizada por Carmen Villalobos, Catherine Siachoque y Fabián Ríos, junto con María Fernanda Yepes como la villana principal; acompañados por Aylin Mujica, Gregorio Pernía, Guillermo Quintanilla y Sofía Lama.
Debido a su buena aceptación por parte de la audiencia, Telemundo decidió apostar por transmitir desde el 8 de diciembre del 2008 la serie El cartel a las 10:30pm/9:30c, quitándole media hora de emisión a Sin senos no hay paraíso, como una estrategia para incrementar la audiencia de ambas series. Tras su término el 27 de mayo del 2009, Telemundo regresa a la telenovela protagonizada por Carmen Villalobos a una hora de duración.

## Sinopsis
Catalina (Carmen Villalobos) es una hermosa joven, pero no tan voluptuosa como sus amigas que prestan servicios sexuales a los hombres poderosos en el mundo del narcotráfico. La joven, deslumbrada por el mundo de riquezas y una vida llena de lujos, decide no continuar su relación con su novio Albeiro (Fabián Ríos), un joven de su barrio que ella ama con todo su corazón. Ella decide buscar a alguien que pueda pagar su cirugía de implantes mamarios de silicona, ya que, según su creencia, esto le dará la fama y la riqueza que anhela. Su madre, Doña Hilda            (Catherine Siachoque) intenta convencerla de que no deje la escuela que con tanto esfuerzo le ha dado a ella y a su hermano. 
Yésica (María Fernanda Yepes), la mejor amiga de Catalina, entró en ese mundo con su propio negocio: seleccionar y reclutar grupos de mujeres por las cuales los narcotraficantes pagan por adelantado para recibir servicios sexuales. Yésica induce a Catalina a ejercer la prostitución, convenciéndola de que ésta es la única manera de salir de su pobreza. Una vez dentro, Catalina cae en manos de Lorena (Aylin Mujica), la equivalente de Yésica en México, que junto con Martínez (un miembro importante del cartel de Juárez), convence a jóvenes colombianas sin experiencia a someterse a cirugías de senos como un medio para obtener una vida mejor en otro país. Lo que las jóvenes no saben es que en realidad son usadas como mulas para traficar cocaína en sus senos para llevarla desde Colombia a México.
Mientras tanto, Bayron (Juan Diego Sánchez) el hermano de Catalina, en su necesidad también de salir de la pobreza, ejerce el trabajo de sicario (asesino a sueldo de los hombres del narcotráfico) y más adelante, Albeiro termina enredado sentimentalmente con Doña Hilda. En esto, Catalina conoce a Marcial (César Mora) con quien contrae matrimonio, y entra a concursar para el reinado de belleza más importante del país, para el cual ella es patrocinada por Marcial pero El Titi (Gregorio Pernía), un narcotraficante, paga 50 millones para que Catalina no gane. Marcial manda a asesinar al director del certamen de belleza a manos de Byron y un grupo de sicarios, y en el transcurso del asesinato, Byron muere en una persecución a manos de la policía. Tiempo después la salud de Catalina se deteriora por lo que tienen que retirarle los implantes mamarios los cuales llevaban droga en su interior. Ante esto ella siente que el mundo se le viene abajo debido a ya no contar con los implantes que ella tenía y siempre codició a costa de lo que fuese. 
Catalina se da cuenta de la relación entre su exnovio y su madre, quien luego queda embarazada y vive al lado de Albeiro, de igual manera Doña Hilda se convierte en diseñadora de modas y sus trabajos logran prestigio al punto de ser invitada a una pasarela muy importante, cambiando así el estilo de vida de las chicas del barrio que en el pasado llevaban una vida de prostitución y relaciones con narcos.
Yésica se hace amante de Marcial y lo engaña para que este abandone a Catalina. Uno de los escoltas y mano derecha de Marcial, Pelambre, secretamente enamorado de Catalina, van una noche a un restaurante, al mismo que Marcial llevó a Yésica esa misma noche, ahí Catalina se entera de la traición de su mejor amiga. Catalina decide matar a "La Diabla" (como es apodada Yésica), pero Pelambre se lo impide y le propone hacerlo por ella al día siguiente. Ese día Catalina cita a Yésica a un café, con el propósito de llevar a cabo el asesinato, pero cuando todo estaba listo Catalina decide correr con la suerte que tenía preparada para su examiga logrando así que su vida de tragedias termine.

## Reparto

### Principales
- Carmen Villalobos como Catalina Santana de Barrera
- Catherine Siachoque como Hilda Santana "Doña Hilda"
- María Fernanda Yepes como Yésica Franco "La Diabla"
- Aylin Mujica como Lorena Magallanes
- Juan Diego Sánchez como Bayron Santana
- Fabián Ríos como Albeiro Manrique
- Gregorio Pernía como Aurelio Jaramillo "El Titi"
- Guillermo Quintanilla como Benjamín Martínez
- Alejandra Pinzón como Paola Pizarro
- Linda Baldrich como Natalia Barragán
- Carolina Sepúlveda como Ximena Fonseca
- Carolina Betancourt como Vanessa Salazar
- Laura Londoño como Lina Arango
- Sofía Lama como Julieta Rivas
- Roberto Mateos como José Miguel Cárdenas
- Gabriel Porras como Fernando Rey
- Ramiro Meneses como Ramiro "Hombre oscuro" Duque
- Danilo Santos como Mauricio Cardona
- Alí Humar como Julio César "Pablo Morón"
- Juan Pablo Shuk como Mauricio Contento
- César Mora como Marcial Barrera
- Omar Murillo como Pelambre
- Mónica Uribe Perfetti como Marcela Ahumada
- Johanna Uribe Vélez como Valentina Roldán

## Otras versiones
- En el año 2006, el Canal Caracol estrenó la serie Sin tetas no hay paraíso, que constó de 23 capítulos de 40 minutos.
- En el año 2008, Telecinco estrenó la versión española de la serie colombiana, con el mismo nombre Sin tetas no hay paraíso.
- En el 2010, RCN Televisión estrenó la película llamada, Sin tetas no hay paraíso.
- En el año 2016, estrena la secuela de la telenovela Sin senos si hay paraíso, protagonizada por Catherine Siachoque, Fabián Ríos y Carolina Gaitán con la participación antagónica de Majida Issa quien tomó el lugar de Yésica, personaje que interpretó María Fernanda Yepes en la telenovela original. La secuela duró 3 temporadas, las cuales se emitieron hasta 2018.
  - También cuenta con una serie derivada titulada El final del paraíso, que se estrenó el 13 de agosto de 2019, la cual marca el final de la historia.

### Secuelas
El 2016, la cadena Telemundo transmitió la segunda parte de esta historia, producida por Fox Telecolombia, secuela de Sin senos no hay paraíso. Con el título, Sin senos sí hay paraíso y transcurre 20 años después de donde finalizó la primera parte, duró 3 temporadas, las cuales se emitieron hasta 2018. Está protagonizada por Catherine Siachoque, Fabián Ríos, Carolina Gaitán y Juan Pablo Urrego, con la participación antagónica principal de Majida Issa quien tomó el lugar de Yésica, personaje que interpretó María Fernanda Yepes en la telenovela original. Desde la segunda temporada, Carmen Villalobos se une a la secuela y pasa a ser parte del elenco principal.
En mayo de 2019, durante el Up-front de Telemundo para la temporada de televisión 2019-20, se anuncia El final del paraíso, una serie derivada de Sin senos sí hay paraíso, que a su vez funciona como la última temporada de la misma, la cual fue protagonizada por Carmen Villalobos, junto con Fabián Ríos, Catherine Siachoque, Carolina Gaitán, Juan Pablo Urrego y Gregorio Pernía, quienes retomarán sus papeles de la entrega anterior, la cual también cuenta con las participaciones antagónicas de Kimberly Reyes, quien reemplazó a Majida Issa en el personaje de Yesica Beltran "La Diabla", Stephania Duque, Elianis Garrido, y Juan Pablo Gamboa.

## Premios y nominaciones

### Premios People en Español 2009
| Categoría           | Persona           | Resultado |
| ------------------- | ----------------- | --------- |
| La Sorpresa del Año | Carmen Villalobos | Nominada  |

### Premios ACE Cronista del Espectáculo
| Año  | Categoría                   | Persona              | Resultado |
| ---- | --------------------------- | -------------------- | --------- |
| 2012 | Mejor co-actuaciónfFemenina | María Fernanda Yepes | Ganadora  |